# Орловка (Мар'яновський район)
Орловка (рос. Орловка) — село у Мар'яновському районі Омської області Російської Федерації.
Належить до муніципального утворення Орловське сільське поселення. Населення становить 1275 осіб.

## Історія
Згідно із законом від 30 липня 2004 року органом місцевого самоврядування є Орловське сільське поселення.

## Населення
| 2010 |
| ---- |
| 1275 |